# تشيفيتا دنتونيو
تشيفيتا دنتونيو (بالإيطالية: Civita d'Antino)‏ هي بلدية في مقاطعة لاكويلا في إقليم أبروتسو الإيطالي.

## السكان
في سنة 1861 بلغ عدد السكان 1٬823 نسمة، وتطور العدد ليصل في سنة 2011 لـ 994 نسمة.
يظهر هذا المخطط البياني تطور النمو السكاني لـ تشيفيتا دنتونيو